# Saint-Jean-des-Ollières
Saint-Jean-des-Ollières ist eine französische Gemeinde mit 437 Einwohnern (Stand: 1. Januar 2022) im Département Puy-de-Dôme in der Region Auvergne-Rhône-Alpes. Sie gehört zum Arrondissement  Clermont-Ferrand und zum Kanton Billom (bis 2015: Kanton Saint-Dier-d’Auvergne).

## Geographie
Saint-Jean-des-Ollières liegt etwa 30 Kilometer ostsüdöstlich von Clermont-Ferrand. Umgeben wird Saint-Jean-des-Ollières von den Nachbargemeinden Estandeuil im Norden, Saint-Dier-d’Auvergne im Osten und Nordosten, Auzelles im Osten und Südosten, Brousse im Süden, Sugères im Südwesten, Iserteaux im Westen sowie Fayet-le-Château im Westen.

## Bevölkerungsentwicklung
| Jahr                       | 1962 | 1968 | 1975 | 1982 | 1990 | 1999 | 2006 | 2013 |
| Einwohner                  | 507  | 502  | 419  | 346  | 363  | 402  | 445  | 475  |
| Quellen: Cassini und INSEE |      |      |      |      |      |      |      |      |

## Sehenswürdigkeiten
- Kirche Saint-Jean aus dem 12. Jahrhundert
- Turm Croizat